# Giancarlo Peris
Giancarlo Peris (Civitavecchia, 4 novembre 1941) è un ex mezzofondista italiano, noto per essere stato l'ultimo tedoforo ai Giochi della XVII Olimpiade di Roma nel 1960.

## Carriera
Fu scelto nonostante non fosse un atleta già affermato. Era stato infatti deciso che, come ultimo tedoforo dei Giochi del 1960, sarebbe stato scelto il vincitore dei campionati studenteschi di corsa campestre della provincia di Roma di quello stesso anno, che fu appunto Peris. La ragione di questa scelta era naturalmente simbolica. Peris corse gli ultimi 350 metri del percorso della fiaccola olimpica.
Successivamente svolse la professione di insegnante d'italiano e allenatore.

### Tributi di Poste italiane
Nel 2010 le Poste italiane hanno realizzato un francobollo commemorativo dei Giochi di Roma, riprendendo l'immagine di Peris al momento dell'accensione della fiamma olimpica.

## Galleria d'immagini

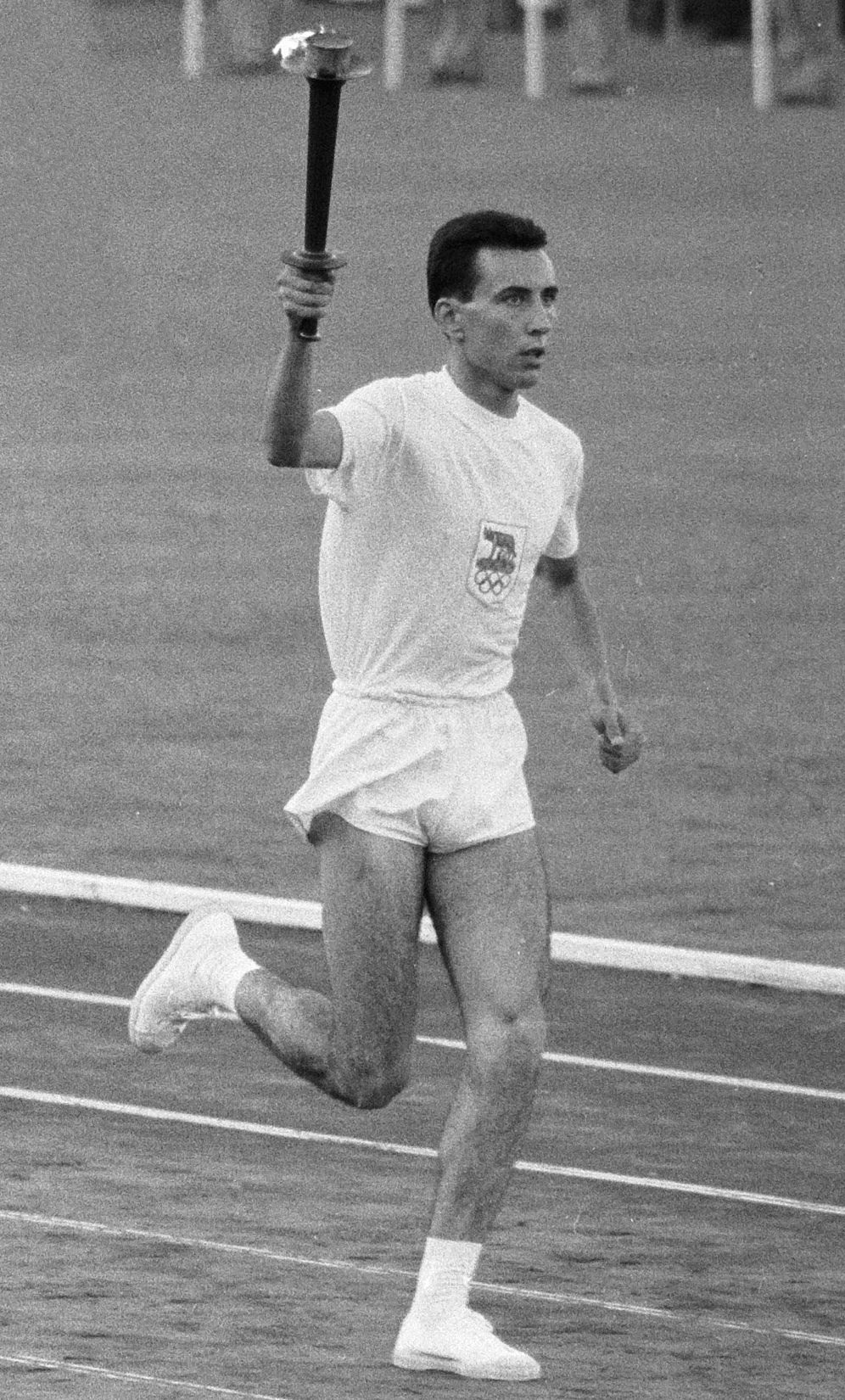
Peris corre con la fiamma olimpica
Peris accende la fiamma olimpica ai Giochi della XVII Olimpiade
Il francobollo commemorativo emesso nel 2010